# Placodes ebeninus
Placodes ebeninus är en skalbaggsart som beskrevs av George Lewis 1885. Placodes ebeninus ingår i släktet Placodes och familjen stumpbaggar. Inga underarter finns listade i Catalogue of Life.